# Jamalpur Upazila
Jamalpur Upazila är ett underdistrikt i Bangladesh. Det ligger i den centrala delen av landet, 130 km norr om huvudstaden Dhaka.
Trakten runt Jamalpur Upazila består till största delen av jordbruksmark. Runt Jamalpur Upazila är det mycket tätbefolkat, med 1 573 invånare per kvadratkilometer.